# Jason Petković
Jason Petković (Perth, 7 december 1972) is een Australische voormalig doelman die ook een Kroatische paspoort heeft. Hij is de oudere broer van Michael Petković.

## Clubstatistieken
| Seizoen | Club                | Duels | Goals | Competitie |
| ------- | ------------------- | ----- | ----- | ---------- |
| 1993/94 | Adelaide City Force | 4     | 0     | A-League   |
| 1994/95 | Adelaide City Force | 27    | 0     | A-League   |
| 1995/96 | Adelaide City Force | 37    | 0     | A-League   |
| 1996/97 | Adelaide City Force | 29    | 0     | A-League   |
| 1997/98 | Adelaide City Force | 28    | 0     | A-League   |
| 1998/99 | Adelaide City Force | 30    | 0     | A-League   |
| 1999/00 | Perth Glory         | 29    | 0     | A-League   |
| 2000/01 | Perth Glory         | 30    | 0     | A-League   |
| 2001/02 | Perth Glory         | 26    | 0     | A-League   |
| 2002/03 | Perth Glory         | 34    | 0     | A-League   |
| 2003/04 | Perth Glory         | 27    | 0     | A-League   |
| 2004/05 | Konyaspor           | 13    | 0     | Süper Lig  |
| 2005/06 | Perth Glory         | 0     | 0     | A-League   |
| 2006/07 | Perth Glory         | 4     | 0     | A-League   |
| 2007/08 | Perth Glory         | 0     | 0     | A-League   |
| 2008/09 | Perth Glory         | 0     | 0     | A-League   |
| 2009/10 | Perth Glory         | 0     | 0     | A-League   |
| Totaal  | Totaal              | 318   | 0     |            |